# Comuna Buda, Koriukivka
Buda (în ucraineană Буда) este o comună în raionul Koriukivka, regiunea Cernihiv, Ucraina, formată din satele Buda (reședința), Mahovîkî, Petrova Sloboda, Șîșka și Sosnivka.

## Demografie
Componența lingvistică a comunei Buda
     Ucraineană (97,06%)
     Rusă (2,8%)
     Alte limbi (0,14%)
Conform recensământului din 2001, majoritatea populației comunei Buda era vorbitoare de ucraineană (97,06%), existând în minoritate și vorbitori de rusă (2,8%).